# Martina Jentsch
Martina Jentsch, née le 22 mars 1968 à Leipzig, est une gymnaste artistique est-allemande.

## Palmarès

### Jeux olympiques
- Séoul 1988
  -  médaille de bronze au concours par équipes

### Championnats du monde
- Montréal 1985
  -  médaille de bronze au concours par équipes
- Rotterdam 1987
  -  médaille de bronze au concours par équipes